# Campo Ghawar
O Campo Petrolífero Ghawar, ou somente Ghawar (em árabe: الغوار) é um campo de petróleo situado em Alhaça, na Província Oriental, Arábia Saudita. O campo mede 280 por 30 quilômetros (174 por 19 milhas) e por restes números é de longe o campo petrolífero convencional maior no mundo e responde por mais da metade da produção cumulativa de petróleo da Arábia Saudita. Ghawar pertence e é operado inteiramente pela estatal Saudi Aramco. Relativamente pouca informação técnica está publicamente disponível, pois a empresa e o governo saudita guardam os dados de desempenho do campo e detalhes de produção. A informação disponível é predominantemente histórica (pré-nacionalização), de publicações técnicas incidentais ou anedóticas.

## Geologia
Ghawar ocupa um anticlinal acima de um bloco de falha que data do tempo Carbonífero, cerca de 320 milhões de anos atrás. A atividade tectônica cretácea, como a margem nordeste da África começou a afetar o sudoeste da Ásia e reforçou a estrutura. As rochas do reservatório são calcários árabes-D jurássicos com excepcional porosidade (até 35% da rocha em alguns lugares), que tem cerca de 280 pés de espessura e ocorre a 6.000-7.000 pés abaixo da superfície. A rocha geradora é de formação Jurássico Hanifa, um depósito marinho de lama, lodo e cal com material orgânico de 5% (1% a 7% é considerado a boa rocha de fonte do óleo). O selo é um pacote evaporítico de rochas incluindo anidrito impermeável.

## História
Historicamente, Ghawar foi subdividido em cinco áreas de produção, de norte a sul: Aim Dar e Xedegum, Utemania, Hauia e Harade. O principal oásis de Alhaça e a cidade de Hofufe estão localizados no flanco leste de Ghawar, correspondente à área de produção de Utemania. Ghawar foi descoberto em 1948 e colocado em operação em 1951. Algumas fontes afirmam que o pico de produção de Ghawar foi atingido em 2005, embora esta afirmação seja fortemente contestada pelos operadores do campo.
A Saudi Aramco informou em meados de 2008 que Ghawar havia produzido 48% de suas reservas comprovadas.

## Produção
Aproximadamente 60-65% de todo o óleo saudita produzido entre 1948 e 2000 originou-se de Ghawar. A produção acumulada até o início de 2010 superou os 65 bilhões de barris (1,03 × 1010 m³). Estima-se que Ghawar produziu cerca de 5 milhões de barris (790 mil m³) de petróleo por dia (6,25% da produção mundial) em 2009.
Ghawar também produz cerca de 2 bilhões de pés cúbicos (57.000.000 m³) de gás natural por dia.
Os operadores estimulam a produção por inundação de água, usando água do mar a uma taxa de cerca de 7 milhões de galões/dia. Diz-se que as inundações de água começaram em 1965. O corte de água foi de cerca de 32% em 2003 e variou de cerca de 27% a 38% de 1993 a 2003. Em 2006, o corte de água de Uthmaniyah Norte foi de cerca de 46%.

## Reservas
A Agência Internacional de Energia, em seu relatório mundial de energia de 2008, afirmou que a produção de petróleo de Ghawar atingiu 66 bilhões de barris em 2007 e que as reservas remanescentes são da ordem de 74 bilhões de barris.
Matthew Simmons, em seu livro de 2005, Crepúsculo no Deserto, sugeriu que a produção do campo de Ghawar e da Arábia Saudita pode em breve atingir seu pico.
Na década de 1970, o campo foi avaliado para ter 170 bilhões de barris (27 km³) de óleo original no lugar (OOIP), com cerca de 60 bilhões de barris (9,5 km³) recuperáveis. A segunda previsão, pelo menos, foi subestimada, já que o valor da produção já foi excedido.